# Pribuj
Pribuj – (ukr. Прибуй, Prybuj, 1546 m n.p.m.) szczyt w południowo-zachodniej części Gorganów, które są częścią Beskidów Wschodnich. Znajduje się w grupie Busztuła położonej na południe od przełęczy zwanej Niemiecka Polana (1177 m n.p.m.). Szczyt ten położony jest jako ostatni na południowo-zachodnim ramieniu wychodzącym od szczytu Busztuł.